# Sonja Kinski
Pour les articles homonymes, voir Kinski et Moussa.
Sonja Leila Moussa, plus connue sous le nom de Sonja Kinski, est une mannequin et actrice américaine. Elle est la fille de l'actrice Nastassja Kinski et du producteur Ibrahim Moussa, et la petite-fille de l'acteur Klaus Kinski.

## Biographie

### Enfance
Sonja Kinski nait à Genève en Suisse le 2 mars 1986, mais vit à Rome avec ses parents et son frère Aljosha jusqu'à l'âge de 6 ans. 
Ses parents divorcent en 1992. Elle déménage alors à Los Angeles, où sa mère a commencé à vivre une relation avec le musicien et producteur Quincy Jones. C'est ce dernier qu'elle considère comme son véritable père, qui l'a élevée et conseillée dans la vie. Il lui a aussi donné une petite sœur Kenya, née en 1993,.

### Carrière
Nastassja Kinski étant une célébrité internationale dans les années 1980-90, les magazines féminins s'intéressent très tôt à sa fille Sonja :
À l'âge de 14 ans, celle-ci fait déjà la couverture de l'édition allemande du magazine Marie Claire de mars 2000. Puis suivent dans les années 2000 les couvertures de Marie Claire (février 2001, Allemagne), Photo (juin 2003, France), Evening Standard (juin 2006, Royaume Uni), Jalouse (octobre 2006, France).
Parallèlement aux publicités dans la presse, elle est régulièrement invitée à participer à des shootings photo pour des évènements promotionnels.
Elle est affiliée à l'agence Model Management.
Sa carrière au cinéma débute en 2008.

## Filmographie

### Cinéma
- 2008 : All God's Children Can Dance, de Robert Logevall : Sandra
- 2010 : Somewhere, de Sofia Coppola : Party Girl (apparition non créditée)
- 2013 : Diamond on Vinyl, de J.R. Hughto : Charlie
- 2014 : Dark Hearts, de Rudolf Buitendach (en) : Fran
- 2015 : A Beautiful Now, de Daniela Amavia (en) : Jessica
- 2015 : The Wicked Within, de Jay Alaimo : Maggie
- 2016 : Holidays (film à sketches, réalisation collective) : Crystal
- 2016 : She's Allergic to Cats, de Michael Reich : Cora
- 2017 : First House on the Hill, de Matteo Saradini : Dorothy
- 2022 : Seeing Red, de Rudolf Buitendach (en)

### Télévision
- 2010 : Pom Wonderful  (court métrage) de François Girard : Eve
- 2012 : Longmire (série TV), saison 1 - épisode 8 : Fiona Hines alias October
- 2017 : Chance (série TV), saison 2 - épisodes 1 et 9 : Clara Santiago

### Publicités
- 2009 : clip réalisé par Olivier Rose pour la promotion de l'huile de beauté NUXE[6].
- 2014 : The Purgatory of Monotony, film publicitaire réalisé par Ace Norton (en) pour la collection Automne-Hiver 2014 de l'enseigne de mode Rhié[7].
- 2015 : Rhie: The New Sovereignty, film publicitaire réalisé par Ace Norton pour la collection Automne-Hiver 2015 de Rhié.
- 2016 : Le Baiser, mini-film de quatre clips réalisé par Luca Guadagnino pour la promotion du café Carte Noire[8].